# Сигезбекия восточная
Сигезбекия восточная (лат. Sigesbeckia orientalis) — вид травянистых растений рода Сигезбекия (Sigesbeckia) семейства Астровые (Asteraceae), широко распространённый в Азии, Африке и Австралии.

## Описание
Однолетнее прямостоячее растение или полукустарник, высотой около 0,4 — 1,5 м. Кусты высокие, обычно разветвлённые, с красноватыми полыми стеблями. Листья могут быть треугольной формы, копьевидными или широко-копьевидными до 2-17 см длины и 1-7 см ширины. Верхняя и нижняя поверхность листовой пластинки редко опушена, край заострён на закруглённых зубцах, более крупные зубцы ближе к основанию, постепенно сужаются, основание клиновидно, с обеих сторон шероховатое.
Жёлтые или оранжевые цветки собраны в группы примерно по 15 цветков на головку, примерно по 10 мм в диаметре, обычно с женскими и гермафродитными цветками. Плоды от тёмно-коричневых до чёрных длиной 2-3 мм, изогнутые и ребристые. Цветение и плодоношение происходят во все месяцы года.

## Таксономия и именование
Sigesbeckia orientalis был впервые описан в 1753 году Карлом Линнеем; описание было опубликовано в журнале Species Plantarum. Видовой эпитет orientalis означает «относящийся к востоку»; родовое название связано с именем немецкого ботаника Иоганна Сигезбека, который в своём труде «Ботанософия» (Botanosophiae…, 1737) осудил систему Линнея как «непристойную», выступая против идеи, что цветы могут предаваться такому «мерзкому распутству», как размножение пестиком и тычинками. В отместку Линней назвал в его честь род Sigesbeckia, поскольку считал это растение незначительным сорняком. Общение между учёными окончательно прекратилось после того, как пакет с семенами S. orientalis, который Линней пометил этикеткой с надписью Cuculus ingratus (с лат. — «неблагодарная кукушка»), был случайно отослан Сигизбеку. Тот вырастил семена — и понял, что за растение было перед ним на самом деле.

## Распространение и среда обитания
Sigesbeckia orientalis широко распространена в Африке и Азии, но также широко натурализовалась за пределами этого ареала. Это широко распространенный вид в Австралии, произрастающий на берегах рек и на мелководных каменистых местах.
Относится к сорным растениям.